# Louis Baeck
Louis Baeck (Elversele, 3 juni 1928 – Heverlee, 29 november 2014) was een Belgisch econoom en emeritus gewoon hoogleraar ontwikkelingseconomie aan de Faculteit Economie en Bedrijfswetenschappen van de KU Leuven. Tot zijn onderzoeksdomeinen behoorden ontwikkelingsplanning en geopolitiek.
Hij was gepromoveerd tot doctor in de economische wetenschappen en master in internationale relaties aan de Universiteit van Californië - Berkeley. Baeck volgde eveneens vakken aan Columbia University. Hij doceerde van 1954 tot 1961 aan de universiteit Lovanium in Belgisch-Congo evenals in Ruanda-Urundi. In 1961 keerde hij terug en werd professor aan de Katholieke Universiteit Leuven waar hij mee op vraag van Gaston Eyskens vanuit diens academische positie in Leuven oprichter en voorzitter werd van het Centrum voor Ontwikkelingsplanning. Decennialang was hij de titularis van de keuzevakken Ontwikkelingseconomie en Economie van de ontwikkelingslanden. In totaal volgden 24.000 studenten een van deze of beide vakken. Met een boek als De wereld is ons dorp slaagde hij er in geopolitieke thema's te vulgariseren voor een groot publiek. In Staat Brazilië model? evalueerde hij het kapitalistische ontwikkelingsmodel van Brazilië maar evengoed duidde hij het Afrikaans socialisme zoals een Julius Nyerere dit in Tanzania implementeerde. Baeck was een begenadigd spreker die veelvuldig kleinschalige spreekbeurten gaf in vele Vlaamse steden en dorpen voor het Davidsfonds.
Zijn internationaal referentiewerk, Text and Context in the Thematisation on Postwar Development uit 2000, leidde in De Standaard tot volgende observatie in een recensie: "Hij brengt op een gebalde manier economie, sociologie en politieke wetenschap bijeen in één globale benadering, verruimt de horizon tot de ethiek, de cultuur en de religie en ontleedt de interactie tussen de reële wereld en de verschuiving van de denkbeelden: emancipatie, natievorming, modernisering, industrialisering, democratisering en nu mondialisering."
In zijn laatste boek, Onze Vierkante Wereldbol uit 2003, stelde hij toen reeds dat de Westerse wereldheerschappij een illusie is, en dat integendeel politici uit het Westen geen antwoord hebben op de wereldwijde reacties tegen de mondialisering.
Baeck werkte naast zijn academische carrière van 1965 tot 1970 als adviseur in de kabinetten van Pierre Harmel en Paul Vanden Boeynants. Hij was ook beheerder van de Universitaire Stichting van 1982 tot 2001.